# Jacob Brinkerhoff

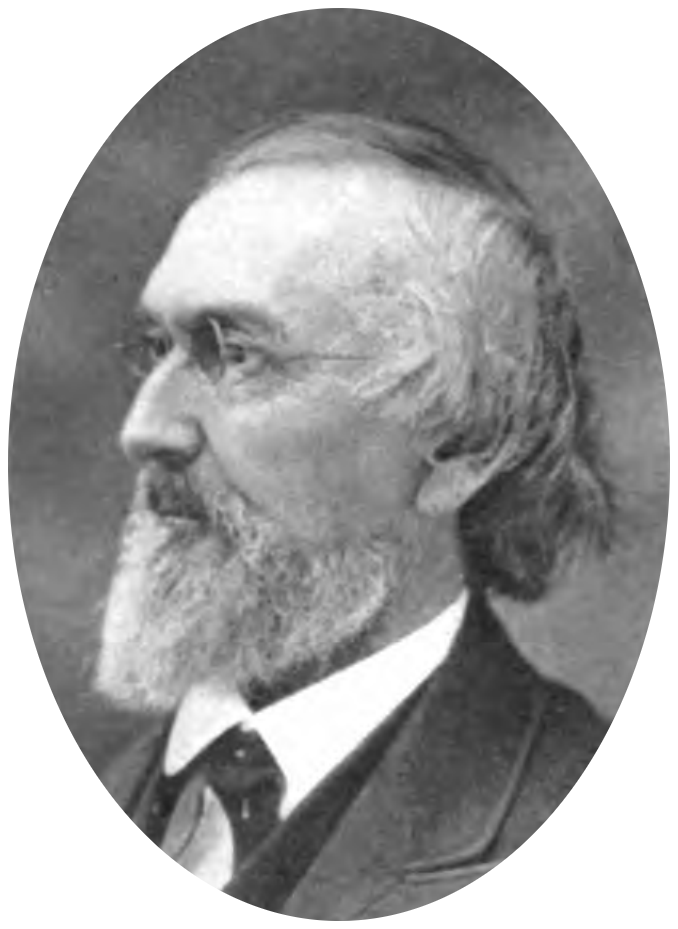
Jacob Brinkerhoff

Jacob Brinkerhoff (* 31. August 1810 in Niles, Cayuga County, New York; † 19. Juli 1880 in Mansfield, Ohio) war ein US-amerikanischer Jurist und Politiker. Zwischen 1843 und 1847 vertrat er den Bundesstaat Ohio im US-Repräsentantenhaus.

## Leben
Jacob Brinkerhoff war ein Cousin des Kongressabgeordneten Henry R. Brinkerhoff (1787–1844). Er besuchte die öffentlichen Schulen seiner Heimat und die Plattsburg Academy im Steuben County. Nach einem anschließenden Jurastudium und seiner 1837 erfolgten Zulassung als Rechtsanwalt begann er in Mansfield in diesem Beruf zu arbeiten. Später verlegte er seinen Wohnsitz und seine Kanzlei nach Plymouth in Ohio. Zwischen 1839 und 1843 fungierte er als Staatsanwalt im Richland County. Politisch war er damals Mitglied der Demokratischen Partei.
Bei den Kongresswahlen des Jahres 1842 wurde Brinkerhoff im elften Wahlbezirk von Ohio in das US-Repräsentantenhaus in Washington, D.C. gewählt, wo er am 4. März 1843 die Nachfolge von Benjamin S. Cowen antrat. Nach einer Wiederwahl konnte er bis zum 3. März 1847 zwei Legislaturperioden im Kongress absolvieren. Diese waren seit 1845 von den Ereignissen des Mexikanisch-Amerikanischen Krieges geprägt. Von 1843 bis 1845 war Brinkerhoff Vorsitzender des Committee on Invalid Pensions. Er war auch der Verfasser des Wilmot Proviso, der aber von US-Senator David Wilmot offiziell eingebracht wurde und deshalb dessen Namen trägt. In dieser Zeit wechselte er zur Free Soil Party.
Nach dem Ende seiner Zeit im US-Repräsentantenhaus praktizierte Jacob Brinkerhoff als Anwalt in Mansfield. Politisch schloss er sich nun der 1854 gegründeten Republikanischen Partei an. Von 1856 bis 1871 war er Richter am Supreme Court of Ohio. Er starb am 19. Juli 1880 in Mansfield, wo er auch beigesetzt wurde.